# Šahovske kategorije i titule
Šahisti se po igračkoj snazi osim po plasmanu razvrstavaju i u kategorije i titule. 

## Redovni šah

### Domaće kategorije i titule

#### Igrači
Pri Hrvatskom šahovskom savezu igrači po plasmanu mogu osvajati sljedeće kategorije i titule (od najniže do najviše):
- igrač bez kategorije (vankategornik) – vk
- igrač IV. kategorije (četvrtokategornik) – IV (1700)
- igrač III. kategorije (trećekategornik) – III (1800)
- igrač II. kategorije (drugokategornik) – II (1900)
- igrač I. kategorije (prvokategornik) – I (2000)
- majstorski kandidat – MK (2100)
- nacionalni majstor – NM (2200)

#### Igračice
Šahistice osvajaju sljedeće kategorije i titule:
- igračica bez kategorije (vankategornica) – vk
- igračica IV. kategorije (četvrtokategornica) – IV (1620 i 7 odigranih partija)
- igračica III. kategorije (trećekategornica) – III (1650 i 15 odigranih partija)
- igračica II. kategorije (drugokategornica) – II (1700 i 20 odigranih partija)
- igračica I. kategorije (prvokategornica) –  (1800 i 25 odigranih partija)
- majstorska kandidatkinja – MK (1900 i 30 odigranih partija)
- nacionalna majstorica – NM (2050)

### Međunarodne titule

#### Igrači
Međunarodne titule po međunarodnom plasmanu dodjeljuje FIDE. Od najniže do najviše to su:
- majstorski kandidat (Candidate Master) – CM (2200)
- FIDE-majstor (FIDE Master) – FM (2300)
- međunarodni majstor (International Master) – IM (2400)
- velemajstor (Grandmaster) – GM (2500)

#### Igračice
Ženske titule su:
- majstorska kandidatkinja (Woman Candidate Master) – wCM (2000)
- FIDE-majstorica (FIDE Woman Master) – wFM (2100)
- međunarodna majstorica (Woman International Master) – wIM (drugo mjesto na ženskom juniorskom svjetskom prvenstvu)
- velemajstorica (Woman Grandmaster) – wGM (prvo mjesto na ženskom juniorskom svjetskom prvenstvu)

Titula FIDE-majstora je na mješovitim turnirima približno jednakovrijedna tituli nacionalnog majstora, dok su titule međunarodnoga majstora i velemajstora stupanj, odnosno dva iznad titule nacionalnog majstora. Osim međunarodnih kratica, koriste se i domaće (VM – velemajstor, MM – međunarodni majstor).
Ženske kategorije/titule nisu jednakovrijedne muškima, ali igračica može osvojiti mušku kategoriju/titulu. Tako npr. mađarska šahistica Judit Polgar, ima titule i ženskog i muškog velemajstora.
Ponekad se umjesto oznaka CM, FM, IM i GM koriste kraće: c, f, m odnosno g za velemajstora.

## Počasni i sudački naslovi
Pored toga FIDE dodjeljuje počasne nazive:
- počasni majstor – HM
- počasni velemajstor – HGM

dok za šahovske suce ima titule (od najniže k najvišoj):
- FIDE sudac (FIDE Arbiter) – FA
- međunarodni sudac (International Arbiter) – IA

Hrvatski šahovski savez rangira suce u sljedeće rangove (od najnižeg k najvišem):
- klupski sudac
- županijski sudac
- državni sudac

## Hrvatski velemajstori
- Popis hrvatskih šahovskih velemajstora